# Адеркас, Эммануил Богданович
Эммануил Богданович фон Адеркас (нем.  Gotthard Emanuel von Aderkas) (1773—1861, Аренсбург) — дипломат, деятель общественного призрения, тайный советник, кавалер орденов: Св. Владимира 4 и 3 ст., Св. Анны 2 ст. с бриллиантами, Св. Станислава 2 ст. со звездой.
Принадлежит к роду Адеркас.

## Биография
Эммануил Богданович родился в имении Пейде на острове Эзель. С юных лет был предназначен отцом для дипломатической карьеры. В 1791 году поступил в Коллегию иностранных дел в Петербурге. С 1795 года обучался в университете Геттингена. В 1799 году вернулся в Коллегию иностранных дел и в 1800 получил чин коллежского асессора. В 1802 году получил назначение в канцелярию вновь образованного посольства к первому курфюрсту Баденскому. После разрыва дипломатических отношений с наполеоновской Францией назначен поверенным в делах при Баденском Дворе. Активно противостоял деятельности секретных служб Наполеона и первым сообщил о переходе французской армии через Рейн русскому посланнику в Пруссии барону Алопеусу. Зимой 1806 года с русскими и шведскими войсками Готтгард Эммануил оказался в Любеке, где был принят Великой княгиней Марией Павловной и отправлен ей с секретной миссией в Петербург. Проделав рискованное путешествие через Данию, Швецию и по льду Ботнического залива, Адеркас доставил сообщение в Петербург на неделю раньше курьеров из Шлезвига и Германии. Был произведен в надворные советники (13.12.1806).
В 1808 году Эммануил Богданович получил назначение в русское консульство в Дании и, официально занимаясь проблемами русского торгового флота в Норвегии, участвовал в секретных миссиях против Швеции. По итогам успешной деятельности был назначен в 1810 году генеральным консулом в Любек, где оставался до занятия его французскими войсками. В 1812 году Адеркас был произведен в коллежские советники и назначен состоять при наследнике шведского престола Карле Юхане Бернадотте, который в 1813 году возглавил Северную армию в Шестой антинаполеоновской коалиции. Здесь, при штабе армии, Эммануил Богданович, благодаря своим разветвленным связям, способствовал её успешному движению и снабжению. После ухода французских войск из Любека в 1814 году, он вновь возвратился туда в качестве генерального консула. Здесь он также способствовал вначале снабжению русской армии всем необходимым, а позже — успешной отправке гвардии в Петербург. Награждён орденом Святой Анны 2 степени. В Любеке Эммануил Богданович сблизился с известным богословом пастором И. Гайбелем и участвовал в основании местного миссионерского общества. В 1820 году это повлияло на решение Адеркаса оставить дипломатическую карьеру ради назначения во вновь учрежденную в Петербурге Генеральную Евангелическо-лютеранскую консисторию, куда его рекомендовал первый епископ в России — Захарий Сигнеус.
Вернувшись в 1820 году в Петербург, Эммануил Богданович поступил на службу в Главное правление училищ, был избран президентом Императорского филантропического общества и Коллегии общественного призрения. В 1822 году Адеркас был обвинителем на общественном процессе против профессоров Петербургского университета, где доказывал недопустимость политического давления преподавателей на учеников. В 1826 году за труды по устройству Петербургского дома вдов и сирот («Дом призрения убогих Императорского человеколюбивого общества», или Порошинская богадельня) Эммануилу Богдановичу были пожалованы алмазные знаки к ордену Святой Анны. В том же году он был произведён в статские советники, в 1830 — в действительные статские советники; в 1851 — в тайные советники. В 1830—40 годы Адеркас являлся куратором учебных заведений в Риге и Аренсбурге. Был награждён Орденами: в 1829 — Святого Владимира 4 степени, в 1832 — Святого Владимира 3 степени и в 1834 — Святого Станислава 2 степени со звездой. Также являлся членом Московского общества испытателей природы.
Эммануил Богданович фон Адеркас после смерти брата в 1836 году унаследовал имение Талик на острове Эзель и был арендатором имения Заостровье в Петербургской губернии. После отставки в 1859 году жил в Аренсбурге в Лифляндии, где и скончался.